# Antwerp Port Epic 2023 (vrouwen)
De eerste editie van de wielerwedstrijd Antwerp Port Epic voor vrouwen vond plaats op 21 mei 2023. De wedstrijd, die deels over onverharde wegen wordt verreden, startte en finishte in Antwerpen, was 140,1 kilometer lang, had de categorie 1.1 en maakte deel uit van de Lotto Cycling Cup.
De Belgische Marthe Truyen won de sprint voor Franziska Koch, Audrey Cordon-Ragot en Marthe Goossens die vierde werd.

## Uitslag
| Plaats  | Naam                | Ploeg                          | Tijd     |
| ------- | ------------------- | ------------------------------ | -------- |
| Winnaar | Marthe Truyen       | Fenix-Deceuninck               | 3u27'28" |
| 2       | Franziska Koch      | Team dsm-firmenich             | z.t.     |
| 3       | Audrey Cordon-Ragot | Human Powered Health           | z.t.     |
| 4       | Marthe Goossens     | AG Insurance-Soudal Quick-Step | z.t.     |
| 5       | Maria Martins       | Fenix-Deceuninck               | +33"     |
| 6       | Evy Kuijpers        | Fenix-Deceuninck               | z.t.     |
| 7       | Britt Knaven        | AG Insurance-Soudal Quick-Step | z.t.     |
| 8       | Maud Rijnbeek       | AG Insurance-Soudal Quick-Step | z.t.     |
| 9       | Manon Bakker        | Fenix-Deceuninck               | + 37"    |
| 10      | Kirstie van Haaften | Parkhotel Valkenburg           | z.t.     |

Mannen
2018 · 2019 · 2020 · 2021 · 2022 · 2023 · 2024 · 2025
Vrouwen
2023 · 2024 · 2025